# جیپسی ابوت
جیپسی ابوت (انگلیسی: Gypsy Abbott؛ ۳۱ ژانویهٔ ۱۸۹۶ – ۲۵ ژوئیهٔ ۱۹۵۲) هنرپیشه اهل آمریکا بود.